# Тиберий Юлий Александър
Тиберий Юлий Александър (на латински: Tiberius Iulius Alexander, на гръцки: Τιβέριος Ἀλέξανδρος; * 10 г.; † сл. 70 г.) е романизиран евреин, еквически управител и генерал на Римската империя през 1 век.
Той е прокуратор на Юдея между 46 – 48 г. и префект на Египет по времето на императорите Клавдий и Нерон. Подпомага на възхода на римския император Веспасиан.
Син е на александрийския алабарх Тиберий Юлий Александър, който е брат на философа Филон. По-големият брат е на Марк Юлий Александър, който се жени през 41 г. за Юлия Береника, дъщеря на цар Ирод Агрипа I.
Юлий Александър е първо епистратег на Тиваида (Thebais), територията около Тива. След това той е управител на римските провинции Юдея (46 – 48 г.) и Египет (68 – 69).
През 63 г. участва в партския поход на Гней Домиций Корбулон и участва в преговите с партския цар Тиридат I.
Като управител на Египет Юлий Александър е главнокомандващ на III Киренайски легион и XXII Дейотаров легион, с които потушава еврейските размирици в Александрия. През 68/69 г. помага на Веспасиан да се качи на трона. През ноември 69 г. организира много успешно посещението на новия император Веспасиан в Египет, където той оставил при населението впечатлението, че може с допиране на ръка да лекува болести. Юлий Александър и Веспасиан разбират през януари 70 г. за загубата и смъртта на Вителий. Веспасиан тръгва към Рим, а Юлий Александър тръгва към Юдея, за да помага с познанията си и военния опит на императорския син Тит при завършването на юдейско-римската война.
Юлий Александър е командир на два легиона и участва в обсадата на Иерусалим, която трае до август и не може да предотврати разрушаването на еврейския храм. Той става преториански префект.